# 纳粹德国吞并的波兰领土
德国闪击波兰后，波兰近四分之一领土被纳粹德国吞并，并直接置于德国民事管理之下，剩余部分归属波兰总督府管理。
波兰-德国边界一些较小领土直接并入东普鲁士和西里西亚，剩余大部分建立新的帝国大区：但泽-西普鲁士大区和瓦尔特兰大区。瓦尔特兰大区领土面积最大，也是一个完全由占领领土所组成的帝国大区。
纳粹德国对这些地区官方用语是“合并的东部领土”（德语：Eingegliederte Ostgebiete）。并计划将吞并的领土完全日耳曼化，作为“生存空间”计划的一部分。占领领土下的犹太人被迫居住在贫民区，并逐渐被驱逐到集中营和灭绝营。而臭名昭著的奥斯威辛集中营就位于波兰被吞并领土。按计划，当地的波兰人口逐渐被驱逐或奴役，并最终被德国定居者取代。波兰精英阶层尤其成为大屠杀的对象。
占领期间，78万波兰人被驱逐，或被驱逐到总督府，又或被送往德国本土强迫劳动。剩下的波兰人将按照严格的隔离措施与德国人隔离。这些隔离措施将包括强迫劳动和将他们排除在社会之外。而波兰占领区的少数德国人口将被赋予特权，当地少数德意志人口也会随着向占领区的移民而逐步增加。

## 脚注
1. ↑  Polish Ministry of Foreign Affairs, "German Occupation of Poland" (Washington, D.C.: Dale Street Books, 2014), pp. 12–16.